# 四条房名
四条 房名（しじょう ふさな）は、鎌倉時代初期から中期にかけての公卿。大納言・四条隆親の長男。官位は正二位・大納言。

## 経歴
嘉禎3年（1237年）従五位下に叙爵。仁治元年（1240年）従五位上・三河守に叙任され、仁治2年（1241年）正五位下に叙せられる。
仁治3年（1242年）従四位下に叙せられる。寛元2年（1244年）従四位上・三河守に叙任され、年預別当に補任。宝治元年12月（1248年1月）左馬頭に任ぜられ、翌宝治2年12月（1249年1月）に従三位に叙せられ公卿に列した。建長元年12月（1250年1月）右兵衛督、建長2年12月（1251年1月）には左兵衛督に転じ、建長3年（1251年）正三位・皇太后宮権大夫に叙任。
建長6年（1254年）従二位、正嘉元年（1257年）には正二位に叙せられるが、その後は散位が続いた。弘安元年12月（1279年2月）、ついに参議に任ぜられ、弘安2年（1279年）加賀権守を兼ねた。弘安5年（1282年）元日節会に参らなかったことにより解却されるが、12日後に復任している。
弘安6年（1283年）左兵衛督を兼ねる。弘安7年（1284年）には権中納言、さらに弘安8年（1285年）大納言に任ぜられるが同年辞職。本座を聴される。正応元年（1288年）6月15日薨去。享年60。

## 官歴
※以下、『公卿補任』の記載に従う。
- 嘉禎3年（1237年）正月24日：従五位下に叙す。
- 仁治元年（1240年）
  - 11月12日：従五位上に叙す（臨時）。
  - 12月18日（1241年1月31日）：三河守に任ず。
- 仁治2年（1241年）
  - 3月26日：守を止む。
  - 10月16日：正五位下に叙す。
- 仁治3年（1242年）正月5日：従四位下に叙す（臨時）。
- 寛元2年（1244年）
  - 正月5日：従四位上に叙す（中宮當年御給）。
  - 正月29日：三河守に任じ、年預別当に補す。
- 宝治元年12月8日（1248年1月5日）：左馬頭に任ず。
- 宝治2年12月17日（1249年1月2日）：従三位に叙す。
- 建長元年12月24日（1250年1月28日）：右兵衛督に任ず。
- 建長2年12月24日（1251年1月17日）：左兵衛督に転ず。
- 建長3年（1251年）
  - 正月22日：皇后宮権大夫を兼ぬ。
  - 3月26日：権大夫を止む。
  - 12月23日（1252年2月4日）：正三位に叙す。
- 建長6年（1254年）正月5日：従二位に叙す。
- 正嘉元年（1257年）9月8日：正二位に叙す。
- 弘安元年12月25日（1279年2月7日）：参議に任ず。
- 弘安2年（1279年）
  - 正月24日：加賀権守を兼ぬ。
  - 9月6日：服解す（父）。
- 弘安3年（1280年）7月20日：復任す。
- 弘安5年（1282年）
  - 正月5日：元旦節会に参ぜずに依り現任を解却す。
  - 正月17日：還任。即日射礼参行。
- 弘安6年（1283年）3月28日：左兵衛督を兼ぬ。
- 弘安7年（1284年）正月13日：権中納言に任ず。
- 弘安8年（1285年）
  - 3月6日：大納言に任ず。
  - 8月11日：辞任す。
  - 8月25日：本座を聴す。
- 正応元年（1288年）6月15日：薨去[1]。

## 系譜
- 父：四条隆親
- 母：坊門信家の娘
- 妻：不詳
  - 男子：四条房衡（1284-1357）
  - 男子：四条房成
  - 男子：四条季衡
- 養子
  - 男子：四条隆名（?-1322） - 藤原隆朝の子。